# Ładowarka kołowa Ł34

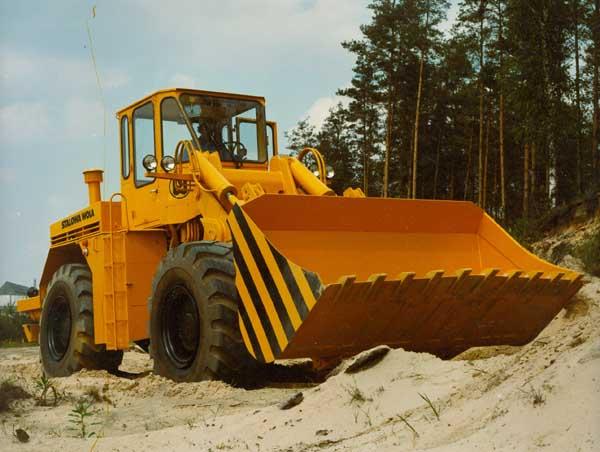
Ładowarka kołowa Ł-34 produkowana w Hucie "Stalowa Wola", (woj. podkarpackie)

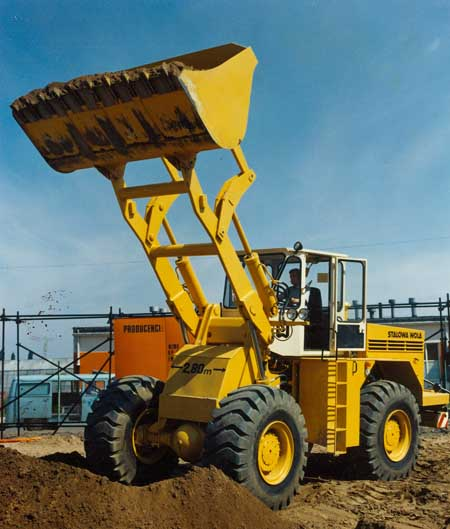
Pierwsza polska ładowarka przegubowa Ł-34

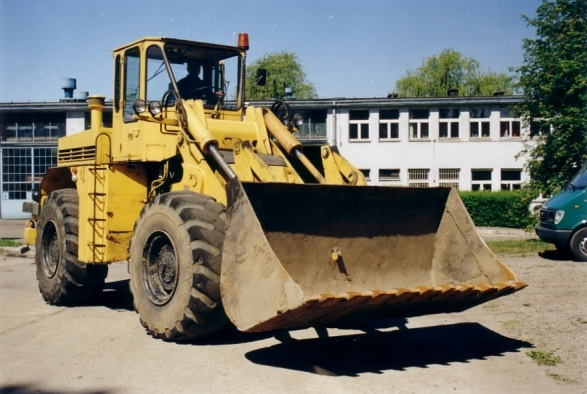
Polski hit eksportowy, ładowarka kołowa Ł-34

Ładowarka kołowa Ł-34 – polska ładowarka łyżkowa o przegubowym skręcie, produkowana w latach 1976–2000 w Hucie „Stalowa Wola” (woj. podkarpackie), skonstruowana przez inżynierów stalowowolskiego Ośrodka Badawczo-Rozwojowego Maszyn Ziemnych i Transportowych (OBRMZiT). Najpopularniejsza ładowarka na polskim rynku w końcu XX wieku.
Dysponowała ona bogatym specjalistycznym osprzętem: łyżki do ziemiopłodów, kamieni oraz węgla, wciągarki hydrauliczne, widły, chwytaki hydrauliczne, nożyce hydrauliczne do ścinania drzew. Ich szybką wymianę umożliwiało hydrauliczne szybkozłącze. Najbardziej popularna maszyna wśród zagranicznych i krajowych użytkowników. Wyprodukowano ponad 20 000 sztuk.
W 2022 jedna z ładowarek tego typu została odrestaurowana i ustawiona jako eksponat muzealny na terenie Zakładu Gospodarki Odpadami przy ul. Prądocińskiej 28 w Bydgoszczy.

## Specyfikacja techniczna

### Silnik
- marka i typ: WSK Mielec SW680/59/8
- rodzaj: 4-suwowy silnik wysokoprężny, z turbodoładowaniem, z bezpośrednim wtryskiem paliwa i bezpośrednim rozruchem
- moc netto na kole zamachowym przy 2200 obr./min: 162 kW
- maksymalny moment obrotowy przy 1400 obr./min: 790 Nm
- liczba cylindrów: 6
- pojemność: 11,1 dm³
- układ elektryczny: 24 V

### Zmiennik momentu
Jednostopniowy, jednofazowy, przełożenie dynamiczne 3,0:1.

### Skrzynia biegów
Pod obciążeniem jest w pełni przełączalna, ma wałek pośredni, cztery biegi do przodu i cztery do tyłu. 

### Mechanizm różnicowy i mosty napędowe
Mechanizm różnicowy typu konwencjonalnego. Napęd na cztery koła. Most przedni mocowany sztywno do ramy, most tylny mocowany wahliwie, o kącie wahania 30°. Wysokość pokonywanej nierówności terenowej do 540 mm.

### Układ skrętu
- Rama przegubowa. Całkowicie hydrauliczny napęd (z mechanicznym nadążnym układem śledzenia) zapewnia płynne i precyzyjne sterowanie maszyną przy każdej prędkości obrotowej silnika,
- kąt skrętu w lewo i w prawo: 40°,
- promień skrętu po zewnętrznej stronie opon: 6,22 m,
- awaryjny układ skrętu.

### Układ hamulcowy
- Główny – działający na cztery koła, pneumatyczno-hydrauliczny, tarcze suche, działające na każdy most napędowy, wyposażony w lampkę ostrzegawczą,
- postojowy – zwalniany pneumatycznie, włączany sprężynowo, pojedyncza tarcza umieszczona na wale wejściowym przedniego mostu, wyposażony w sygnał dźwiękowy ostrzegawczy.

### Hydraulika układu roboczego
Typu otwartego.
Pompy: zębate, jedna podwójna i jedna pojedyncza, napędzane od silnika przez dodatkową przekładnię.
Rozdzielacz główny: o niskim ciśnieniu sterowania, trójsekcyjny, z zaworem bezpieczeństwa.

### Sterowanie hydrauliczne
Położenie wysięgnika: podnoszenie, trzymanie, opuszczanie, położenie pływające.
Położenie łyżki: zamykanie, trzymanie, otwieranie.
Automatyczny ogranicznik wysokości wysypu.

## Parametry techniczne
Główne parametry techniczne:
- długość całkowita (łyżka oparta o podłoże) – 7720 mm,
- wysokość podnoszenia wysięgnika mierzona do sworznia wysypu łyżki: – 4200 mm,
- wysokość z kabiną – 3450, 3550 mm
- szerokość z łyżką – 2800 mm[3]
- szerokość bez łyżki 2680 mm
- masa wysyłkowa – 18 160 kg
- masa eksploatacyjna – 18 560 kg
- zewnętrzny promień zawracania – 6220 mm
- wewnętrzny promień zawracania – 2950 mm
- rozstaw osi – 3140 mm
- siła wyrywająca – 140 kN
- prędkość maksymalna – 39 km/h[3]